# Rezerwat przyrody Bukovec
Rezerwat przyrody Bukovec (cz. Přírodní rezervace Bukovec) – rezerwat przyrody położony w centralnej części Międzygórza Jabłonkowsko-Koniakowskiego, na stoku Suszańskiego Wierchu (618 m n.p.m.) na wysokości od 495 do 526 m n.p.m., bardzo łagodnie opadającym tu nad dolinkę Potoku Olecki. Administracyjnie leży na terenie Czech, w kraju morawsko-śląskim, w powiecie Frydek-Mistek, na wschód od wioski Bukowiec.
Rezerwat chroni torfowisko wysokie i podmokłe górskie łąki, nienaruszone przez gospodarkę rolną. Do charakterystycznych przedstawicieli flory należą drżączka średnia, len przeczyszczający, krzyżownica zwyczajna czy fiołek psi. Najcenniejszym gatunkiem jest starzec górski. W bardziej podmokłych miejscach rosną m.in. wełnianka wąskolistna, dziewięciornik błotny, kukułka szerokolistna, podkolan biały, goryczka trojeściowa, kozłek dwupienny oraz koniczyna kasztanowata. Występują także rzadkie gatunki mchów takie jak krótkosz Mildeana. W celu zachowania bioróżnorodności łąki są regularnie koszone. Południową część rezerwatu zajmuje las świerkowy z goryczką trojeściową i paprocią podrzeń żebrowiec.
Wschodnia granica rezerwatu pokrywa się z granicą polsko-czeską. Na terenie rezerwatu znajduje się najdalej na wschód wysunięty punkt Czech (18°51'33" E).

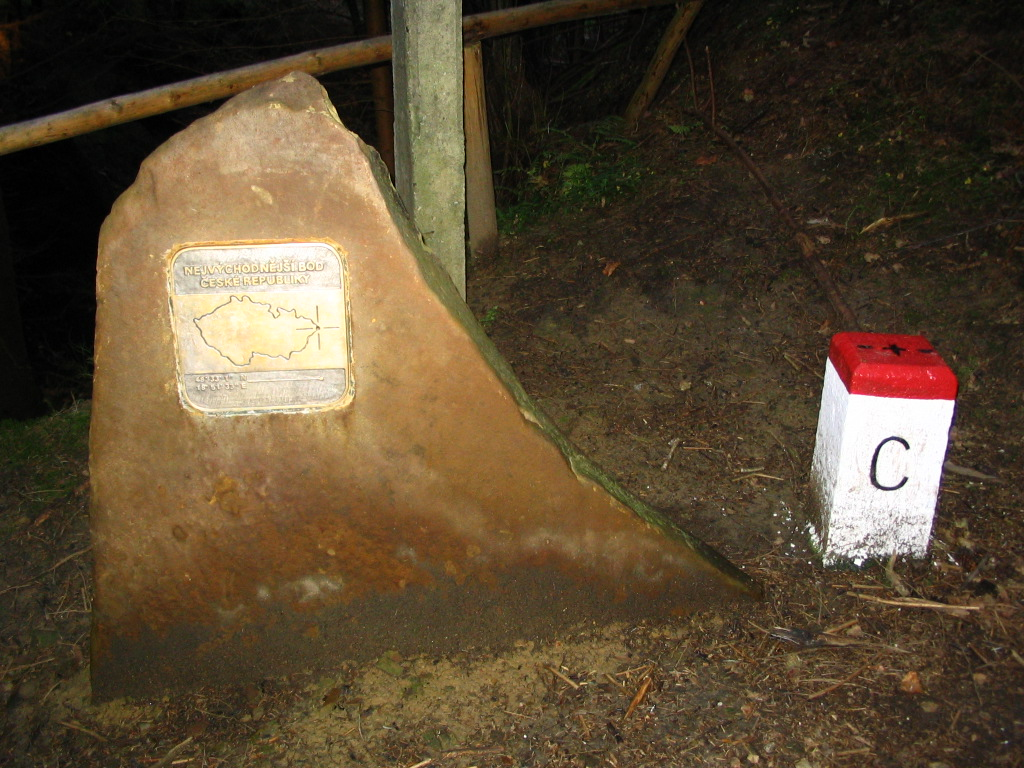
Najdalej na wschód wysunięty punkt Czech